# 4 Walls (chanson)
Singles de f(x)
Red Light
(2014) Wish List
(2015)
4 Walls est une chanson enregistrée par le girl group sud-coréen f(x) pour le quatrième album studio du même nom. La chanson a été écrite par Lee Seu-ran de Jam Factory, tandis que la production a été gérée par LDN Noise, Tay Jasper et Adrian McKinnon. Lee Soo-man, le fondateur de SM Entertainment, a été le producteur délégué du morceau. Sa sortie s'est faite le 27 octobre 2015 en tant que single principal de l'album, qui est sorti le même jour. Musicalement, "4 Walls" est décrit comme un mélange de tropical house, d'UK garage et de deep house.
La chanson a recueilli majoritairement des avis favorables de la part des critiques musicales, dont la plupart ont l'ont qualifiée comme meilleur morceau de l'album et ont complimenté les styles musicaux qu'elle contient. D'un point de vue commercial, la chanson s'est classée deuxième dans le Gaon Digital Chart et le Billboard World Digital Songs. Le vidéoclip met en scène les membres qui se voient à travers différentes dimensions. Le groupe a fait la promotion de la chanson en l'interprétant sur plusieurs plateaux d'émissions coréennes, telles que le Music Bank et le M Countdown.

## Contexte et sortie
Le groupe f(x) est devenu connu en Corée du Sud et à travers l'Asie avec leurs singles, notamment "Electric Shock" et "Hot Summer", en tant que groupe de cinq membres (Victoria, Amber, Luna, Krystal et Sulli). Durant la promotion de leur troisième album studio Red Light (2014), Sulli n'a pas participé aux performances live car elle "souffrait des commentaires négatifs et de fausses rumeurs constantes" d'après SM Entertainment dans leur déclaration du 25 juillet 2014. Les activités promotionnelles de f(x) se sont donc faites à quatre, tandis que Sulli faisait une pause dans sa carrière. Le 7 août 2015, on annonce que Sulli se retire officiellement du groupe afin de se concentrer sur sa carrière d'actrice, et que f(x) continuerait à quatre.
Le 11 septembre 2015, le groupe confirme travailler sur un album studio à venir, portant le nom de 4 Walls, ainsi que la sortie d'un nouveau single et vidéoclip, qui sera la chanson principale de l'album. L'album, le single et le clip sont sortis le 27 octobre 2015.

## Composition et style
"4 Walls" a été écrite par Lee Seu-ran de Jam Factory, tandis que la composition et la production a été gérée par LDN Noise, Tay Jasper et Adrian McKinnon. Lee Soo-man, le fondateur de SM Entertainment, a été le producteur délégué du morceau. Musicalement, la chanson a lourdement été influencée par la dance. On la décrit comme une chanson tropical house avec des synthétiseurs "furtifs" et des hooks "rêveurs" selon Chester Chin de The Star. Elle a été caractérisée comme une "mise à jour" de l'UK garage selon Spin, tandis que Jeff Benjamin de Billboard a remarqué un son deep house,. John Chiaverina de Kpopstarz.com a écrit une longue critique sur la chanson, et a noté qu'elle était fortement inspirée par la scène musicale britannique et l'EDM occidentale. Chiavernica a comparé la composition des pistes et les voix à une large variété de travaux de différents artistes, notamment Disclosure, Mariah Carey, Pitbull et la chanson "Show Me Love" du chanteur américain Robin S..

## Critiques
Dès sa sortie, la chanson a reçu un accueil favorable de la part des critiques. Daniel Montesinos-Donaghy de Vice.com a donné un avis positif à la chanson, sentant que "la ferveur romantique du groupe répond à l'euphorie qui alimente les meilleures musiques house et pop". Un éditeur à Seoulbeats.com a complimenté la composition et la production de la chanson, déclarant: "Cela donne cette intensité décontractée au fur et à mesure que la chanson progresse et réussit à avoir ceci sans l'emploi usuel de drop de basses lourdes ou de changements d'accords que l'on trouve habituellement dans la K-pop". Un critique de Selective Hearing a aussi eu un avis positif, déclarant que ce morceau est l'un des meilleurs de l'album, et a fait l'éloge de son ambiance "four on the floor".
Jeff Benjamin de Billboard a complimenté la composition de la chanson, et l'a comparée à "View" du boys band SHINee; il explique, "Le son deep house est parfait pour f(x) et crée une sœur supérieure à "View", complété avec des moments de belting, de rap et même un impressionnant breakdown synthé lors du bridge". Écrivant pour Pitchfork, Sheldon Pearce a décrit la chanson comme une "renaissance superficielle", expliquant ensuite, "bien que ce single principal et les chansons-titre parlent de changement et de renouveau, l'aspect synthpop de f(x) reste ferme et inflexible". Il pense aussi que "Sulli était indéniablement un élément remarquable au sein du groupe, son départ a permis aux autres d'être mises en lumière". Jakob Dorof de Spin a discuté des "doutes mineurs" de l'album, et les a contrastés avec la chanson-titre, déclarant "Nulle part autant que sa chanson-titre, il y a une habile actualisation de l'UK garage qui est assurément devenu K-pop avec le surprenant rap d'Amber et ce double-bridge visionnaire qui change le temps, le ressenti et le genre dans une logique bien personnelle". Chester Chin, écrivant pour The Star, pense que les éléments tropical et deep house de la chanson étaient "des kilomètres devant les codes conventionnels de la K-pop".

## Performance commerciale
Commercialement, "4 Walls" a été un succès en Corée du Sud. La chanson a débuté à la deuxième place du Gaon Digital Chart pour la semaine du 25 octobre 2015. Il était le 26e single le plus vendu d'octobre 2015 (199 976 unités digitales vendues), et le 12e single le plus vendu en novembre 2015 (247 232 unités digitales vendues) en Corée du Sud. En juin 2016, la piste s'est vendue à plus de 619 022 unités en Corée, devenant le single le plus vendu du groupe depuis "Rum Pum Pum Pum" avec plus de 900 000 unités vendues,. La chanson a débuté à la deuxième place du Billboard World Digital Songs, devenant leur chanson la mieux classée dans ce classement.

## Crédits et personnel
Les crédits proviennent de l'album 4 Walls.
Enregistrement
- Enregistré en Corée du Sud (2015).

Personnel
- Victoria Song – chant
- Amber Liu – rap, chant
- Luna – chant
- Krystal Jung – chant
- Lee Seu-ran – écriture
- LDN Noise – composition, production
- Tay Jasper – composition, production
- Adrian McKinnon – composition, production
- Lee Soo-man – producteur exécutif
- SM Entertainment – label, management

## Classements

### Classements hebdomadaires
| Classement (2015)                  | Meilleure position |
| ---------------------------------- | ------------------ |
| Corée du Sud (Gaon Digital Chart)  | 2                  |
| US World Digital Songs (Billboard) | 2                  |

### Classements mensuels
| Classement (2015)                             | Meilleure position |
| --------------------------------------------- | ------------------ |
| Corée du Sud (Gaon Digital Chart d'octobre)   | 26                 |
| Corée du Sud (Gaon Digital Chart de novembre) | 12                 |